# Bacino carbonifero dell'Alta Slesia

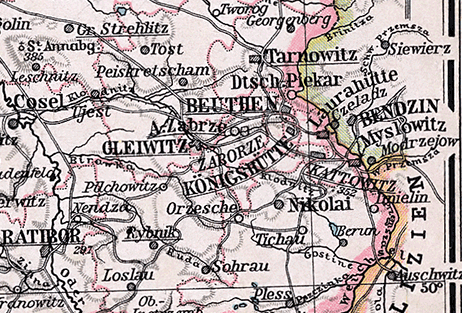
Mappa del bacino carbonifero dell'Alta Slesia nell'area di Katowice nel 1905.

Il bacino carbonifero dell'Alta Slesia (in polacco: Górnośląskie Zagłębie Węglowe, GZW, in ceco: Hornoslezská uhelná pánev) è un bacino carbonifero situato nella regione della Slesia, tra Polonia e Repubblica Ceca.
Il bacino contiene, oltre a grandi riserve di carbone, anche altri giacimenti minerari, come ad esempio metano, cadmio, piombo, argento e zinco, rendendolo il motore dell'industria pesante della zona. Il carbone è situato a una profondità stimata di 1000 metri e contiene una quantità di 70.000.000.000 tonnellate totali, con un eccellente potenziale d'estrazione.
Le aree industriali che attingono a queste risorse sono:
- La regione industriale dell'Alta Slesia (Górnośląski Okręg Przemysłowy, GOP)
- L'area carbonifera di Rybnik (Rybnicki Okręg Węglowy, ROW)
- L'area carbonifera di Ostrava-Karviná (Ostravsko-karvinská uhelná pánev)

Il bacino carbonifero dell'Alta Slesia si trova tra le provincie dell'Alta Slesia e Zagłębie Dąbrowskie nel sud della Polonia, tra i fiumi Vistola e Oder, fino ad arrivare alla regione della Moravia-Silesia, in Repubblica Ceca, comprendendo al suo interno l'area metropolitana dell'Alta Slesia.